# Mesopelagiska zonen

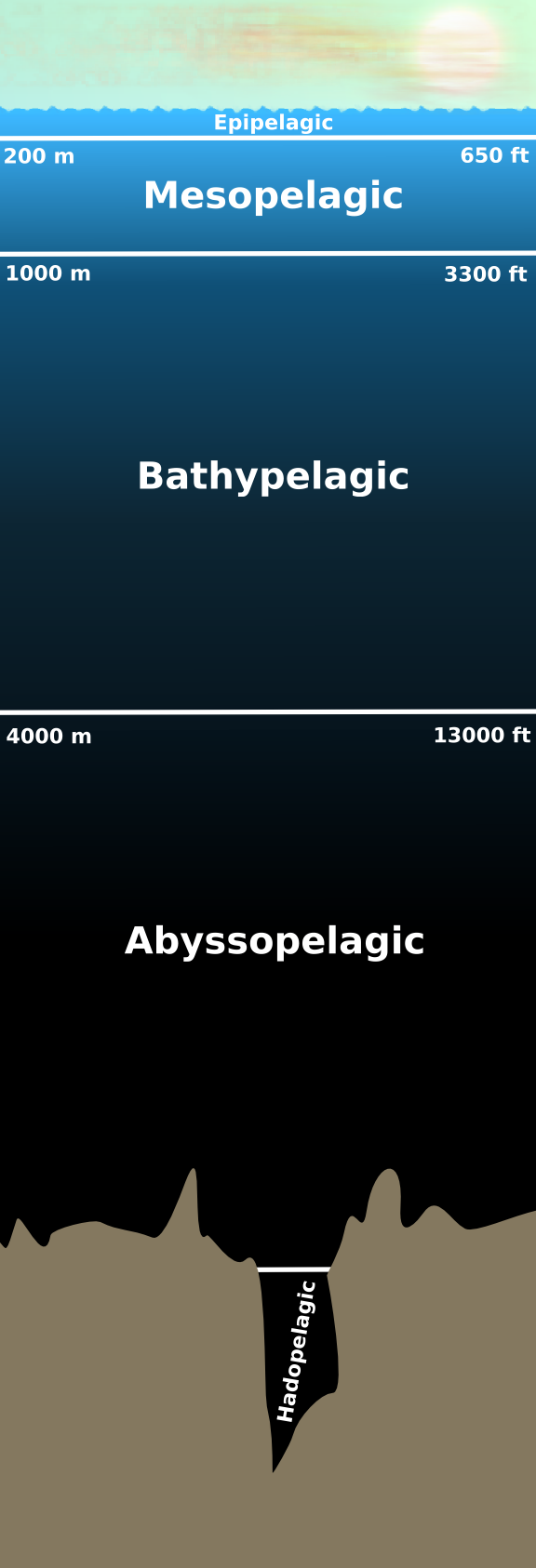
Diagram över det öppna havets djupzoner.

Mesopelagiska zonen eller skymningszonen är den djupzon i det öppna havet som är under den epipelagiska zonen (zonen närmast ytan) och över den batypelagiska zonen (även kallad den mörka zonen). Namnet på zonen kommer av pelagial som betyder öppet vatten och av grekiskans mesos som betyder "i mitten".
Mesopelagiska zonen sträcker sig i klart vatten från 200 meter till 1 000 meters djup. Anledningen till att den även kallas skymningszonen är att lite ljus tränger ned så långt.

## Utforskning av djupzonen
Under andra världskriget uppfanns ekolodet som idag används på de flesta lite större båtar för att man ska kunna mäta djupet. När denna teknologi var ny upptäcktes ett fenomen, ofta när man hittade botten på cirka 300 meters djup på dagen fann man att djupet minskade på natten. Orsaken till detta var att det inte var botten som hittats, utan stora och täta ansamlingar av små marina organismer, plankton, som reflekterade strålarna. Att djupet ändrades beror på att plankton migrerar uppåt till den epipelagiska zonen på natten och sjunker ner mot den mesopelagiska zonen på dagen.
Första resan till mesopelagiska zonen med en bemannad undervattensfarkost utfördes 1932 av två amerikaner vid namn William Beebe och Otis Barton. De hade själva konstruerat en batysfär, en slags undervattensbåt som klarar höga tryck, och dök ner till 914 meters djup. Beebe har skrivit ett flertal böcker om resan.
Idag finns flera olika modeller av undervattensfarkoster konstruerade för att utforska djupa hav. Ett exempel är Alvin som går ner till omkring 4 000 meters djup.

## Förutsättningar för liv
Förutsättningarna för liv i det öppna havets djupzoner påverkas av bland annat av ljus, tryck, temperatur och tillgången till syre och föda.

### Ljus
Ljuset som når den mesopelagiska zonen är otillräckligt för fotosyntes, till skillnad från i den epipelagiska zonen där det ljus som når ner är tillräckligt för att fotosyntes ska kunna ske. Gränsen mellan epipelagiska zonen och mesopelagiska zonen går därmed ungefär på det djup där fotosyntes inte längre är möjlig. Om vattnet är grumligt får ljuset svårare att tränga ner och gränsen för hur långt ner fotosyntes kan ske flyttas uppåt. Under 1 000 meters djup når nästan inget ljus och här börjar den batypelagiska zonen.

### Tryck
Organismer som vistas i den mesopelagiska zonen måste tåla det tryck som råder på större djup. Under havsytan ökar trycket med cirka en bar för var tionde meter. En bar motsvarar nästan standardvärdet för en atmosfärs tryck. I det översta skiktet av mesopelagiska zonen är trycket cirka 20 bar och längst ner är det cirka 100 bar.

### Temperatur
Temperaturen i mesopelagiska zonen varierar med djupet, det är varmare i övre skikten och kallare i de lägre skikten, och med breddgraden och havets strömmar. Vattnet i det översta skiktet närmast epipelagiska zonen kan ha en temperatur uppåt 20 grader på varma breddgrader. Dock ändras temperaturen snabbt till lägre på större djup. Längst ner mot den batypelagiska zonen är vattnets temperatur så låg som 4 grader.

### Syre
I den mesopelagiska zonen är syrehalten till följd av brist på fotosyntetiserande organismer lägre än i den epipelagiska zonen. Strömmar och andra rörelser i vattnet kan föra ned syre till mesopelagialen. En annan möjlighet finns i kalla, arktiska områden. Där kyls det syrerika ytvattnet av och dess salinitet ökar. Vattnet blir då tyngre och sjunker nedåt och på så vis transporteras syre till större djup.

## Ekologi i djupzonen
I den mesopelagiska zonen är tillgången på föda betydligt mer begränsad än i den epipelagiska zonen och de organismer som lever här har utvecklat olika specialiseringar för att klara sig. En del organismer vistas tillfälligt i den mesopelagiska zonen, till exempel kan det vara en fördel att söka sig ner på djupare vatten under dagen då det finns färre predatorer där och upp mot ytan för att söka föda om natten. Många av dessa organismer är filtrerare. Ett av de mest utmärkande exemplen på migration uppvisar de miljoner ton djurplankton som varje dygn migrerar upp mot ytan på natten och ner mot den mesopelagiska zonen på dagen. Dessa är en viktig del i havens näringskedja och de följs av andra större djur som lever på dem. Andra organismer lever permanent på större djup och för dessa finns antingen möjligheten att livnära sig på sådant som faller ned från zonen ovanför eller att äta andra organismer.
På grund av att så lite ljus når ner till den mesopelagiska zonen är en del i den evolutionära kampen mellan predatorer och byten att upptäcka respektive att inte upptäckas. Det relativa mörker som råder på dess djup skyddar delvis från upptäckt, men inte fullt ut. Många fiskar har smala kroppar för att det är svårare att urskilja en smal än en tjock fisk i mörkret och många djur är mörka eller röda för att minimera risken att upptäckas. De röda frekvenserna når nämligen inte ner så här långt, och djuret blir i en princip osynligt. Vissa fiskar har bioluminicens på undersidan för att de underifrån inte ska gå att urskilja som en mörk fläck mot den ljusare ytan. Bioluminicens kan även användas av rovlevande fiskar för att locka till sig byten. Ett annat exempel på djur som använder sig av bioluminicens är vissa djuphavslevande räkor. En räka kan skicka ut små "blixtar" av bioluminicens när den känner sig hotad för att vilseleda predatorer och lura dem att den befinner sig någon annanstans.
Eftersom föda är något sällsynt har djuren som lever här även anpassats till det, rovlevande fiskar gynnas till exempel av att vara opportunistiska och har ofta långa vassa tänder, stora käkar och en mage som kan tänjas ut för att klara stora byten.

## SOFAR-kanalen
I vatten beror ljudets hastighet av trycket, temperaturen och till en mindre grad även av vattnets salinitet. Hastigheten ökar vid högre tryck och minskar med lägre temperatur. Det djupintervall där ljudhastigheten har sitt minimum kallas SOFAR-kanalen (SOFAR är en förkortning för Sound Fixing and Ranging). I varma hav är detta på omkring 1 000 meters djup, i kallare hav är det närmare ytan. Ljud i SOFAR-kanalen kan transporteras mycket långa sträckor, eftersom ljudvågor "fångas" här genom att de bryts tillbaka mot det över- och underliggande djuplagren. Detta utnyttjas till exempel av valar för att kommunicera på långa avstånd.

## Dykare som nått över 200 meters djup
Det är få dykare som nått över 200 meters djup, de fyra som nått störst djup är Numo Gomez som år 2005 dök ner till 318 meters djup, Pascal Bernabé som samma år rapporterats ha dykt ner till 330 meters djup, Mark Ellyatt som 2003 nådde 313 meters djup och John Bennett som 2001 nådde 308 meters djup.